# Huandacareo
Huandacareo es una localidad mexicana ubicada al norte del estado de Michoacán, cabecera del municipio homónimo, a 34 km de la capital del estado.

## Toponimia
El nombre «Huandacareo» deriva del vocablo purépecha uandakua, que significa aproximadamente ‘lugar de juicios’, ‘lugar de oradores’ o ‘tribunal’.

## Historia
En 1551 fray Francisco de Villafuerte funda lo que hoy es la localidad de Huandacareo.
El 10 de diciembre de 1831 Huandacareo es tenencia del municipio de Cuitzeo.
El 8 de enero de 1918 Huandacareo, Defensa Civil de 1918, integrada por 83 vecinos, se enfrentaron a los bandoleros dirigidos por José Inés Chávez García, evitando el saqueo de la ciudad.

## Demografía
Cuenta con 6689 habitantes, lo que representa un decrecimiento promedio de -0.07 % anual en el período 2010-2020 sobre la base de los 6736 habitantes registrados en el censo anterior. Ocupa una superficie de 4.320 km², lo que determina al año 2020 una densidad de 1548 hab/km².
| Gráfica de evolución demográfica de Huandacareo entre 2000 y 2020 |
|                                                                   |
| Fuente: Instituto Nacional de Estadística Geografía e Informática |

En el año 2010 estaba clasificada como una localidad de grado medio de vulnerabilidad social.
La población de Huandacareo está mayoritariamente alfabetizada (5.74 % de personas analfabetas al año 2020) con un grado de escolarización en torno de los 8 años. Solo el 0.31 % de la población se reconoce como indígena.

## Economía
La principal actividad económica de la localidad es el desarrollo de servicios vinculados al turismo. En segundo lugar se encuentra la agricultura y la porcicultura. A esta última actividad se le asigna, entre otras, la degradación sufrida por el lago de Cuitzeo, sobre el cual se ubica la localidad.